# Hipposideros corynophyllus
Hipposideros corynophyllus là một loài dơi trong họ Dơi nếp mũi. Nó được tìm thấy ở West Papua, Indonesia và Papua New Guinea.